# 薫画伯
薫画伯（かおるがはく、本名：橋本 薫〈はしもと かおる〉、1988年〈昭和63年〉2月4日 - ）は、日本の画家、イラストレーター。兵庫県神戸市出身。
主にボールペンとコピー用紙を使用して描く繊細なタッチとレトロな画風を特徴としており、「ボールペンと紙があれば高価な画材を使わなくてもアートを楽しめること」をモットーに掲げている。“美人すぎるボールペン画家”と形容される。

## 人物・来歴
1988年（昭和63年）2月4日、兵庫県神戸市に生まれる。2003年、兵庫県立明石高等学校美術科卒業後、一般企業に就職する。
2013年、サラリーマン時代に「会社勤めしながら描ける道具」として、ボールペンとコピー用紙を使用して創作活動を開始。
2016年、行きつけのバーのマスターに似顔絵をプレゼントして喜ばれたことをきっかけにプロの画家になることを決意し、脱サラ。同年、Flat fiveで初の個展「なりあがり鯛」展を開催。
2017年から2022年にかけ、日本のほか、アメリカ・シカゴ、フランス・パリ、タイ・バンコク、台湾、ドバイ、マレーシア、シンガポールなどで個展を開催。俳優の市村正親、水谷豊、女優の萬田久子、剛力彩芽、桑野信義、脚本家の三谷幸喜氏、タレントのGACKT、杉本彩、デヴィ・スカルノ、矢沢永吉、大リーグ・パドレスのダルビッシュ有らに献画している。

活動まとめ
🔲個展・その他活動
🔽2016年(平成28年)
　10月10日〜24日　flat five にて「成りあがり鯛展」　初個展開催
　・10月14日　神戸新聞掲載
　・10月20日　J:COM取材
　・11月16日　NHK放送
🔽2017年(平成29年)
　  1月  1日〜  2月28日　ショコラパブリック北野坂店にて　「おめで鯛展」
　　・1月27日　神戸新聞掲載
　  5月  4日〜 7日　         Cafe ソエル　にて「夢み鯛展」
　　・5月3日　神戸新聞掲載
　  5月12日〜28日　       花吉　にて「薫風展」
　　・5月12日　神戸新聞掲載
　  6月  1日〜11日　      老祥紀　にて「豚マンとアゲマン展」
　　・6月9日　神戸新聞掲載
　  6月24日〜7月 2日　   サンセイドウギャラリーにて　「KAORU神戸展」
　　・6月23日　神戸新聞掲載
　　・6月28日　毎日新聞掲載　
　  9月  1日〜30日　      ショコラリパブリック北野坂店にて　「いとお菓子展」
　　・9月6日　読売新聞掲載
　　・9月8日　神戸新聞掲載
　10月  1日〜28日　      読売新聞神戸総局7F 「薫画伯のペン画展」
　10月15日　               よみうり神戸文化センターで講師「薫画伯のペン画ワークショップ」開催
　11月  4日〜  5日　      鮨処小町　「かおる小町展」
　11月14日〜19日　      シンガポール　GOHAN CAFE by KACYOにて 展示・販売会
　11月20日〜25日　      クアラルンプール　Forking Corkにて　展示・販売会
　11月26日〜30日　　　ジョホールバル　後尾珈琲にて　展示・販売会
　12月15日〜16日　　　in cafe すとーく(米子)にて　ボールペン画展　
　・12月15日　読売新聞朝刊掲載
　・12月15日　中海テレビ(CTV)モーニングスタジオ　電話生出演
　・12月16日　日本海新聞朝刊掲載
　🔽2018年(平成30年)
　　1月10日〜24日　　　タイバンコク　Brainwake organics カフェにて　展示会
　　1月25日〜28日　　　タイ日本語学校にて　展示会
　　2月  3日　　　　　　　神戸新聞社とメディアカフェ(空き家利用)展示会
　　2月14日〜17日　　　パリ/ジュンク堂にて　展示会・ワークショップ開催
　　2月19日〜23日　　　兵庫県パリ事務所にて　絵の展示会
　　3月  1日〜31日　　　よみうり神戸文化センターにて　展示会
　　・3月25日　読売新聞掲載
　　・3月29日　神戸新聞掲載
　　・3月30日　J:COM「デイリーニュース」出演
　　4月  1日　　　　　　よみうり神戸文化センターにて　展示会
　　4月  1日〜31日　　　ショコラリパブリックギャラリーカフェにて　展示会
　　5月  7日〜20日　　　東急ハンズ三宮店にて　展示・ワークショップ
　　・5月9日　　J:COM「デイリーニュース」出演
　　・5月10日　マレーシア「南国新聞」掲載
　　・5月17日　マレーシマガジン掲載
　　5月27日〜6月1日　　タイバンコク　brain wake cafeにて展示会・ワークショップ
　　6月  6日〜14日　　　ISERAN THEJAPAN STORE KL で絵の展示・ワークショップ
　　6月15日〜16日　　　マレーシアカジノ　GENTTING HIGH LANDでの絵の展示、
　　　　　　　　　　　　　ワークショップ
　　6月17日〜19日　　　ISERAN THEJAPAN STORE KL で絵の展示・ワークショップ
　　・6月11日　マレーシアマガジン掲載
　　・6月21日　マレーシア南国新聞掲載
　　・6月26日　DAME (小学館)に掲載
　　6月27日〜7月10日　ジュンク堂書店　三宮店で絵の展示・ワークショップ　　
　　・7月6日　神戸新聞掲載
　　8月4・６・7日　　　タイバンコク、ボイスホビークラブで絵の展示・ワークショップ
　　8月　8日〜15日　　バンコク日本語学校で絵の展示・ワークショップ
　　8月21日　　　　　タイバンコクボイスホビークラフトDE絵の展示・ワークショップ
　　8月16日〜22日　　バンコクカフェ「BRAIN MAKE CAFE」
　　・8月27日　　　　　タイフリーペーパー「DACO」掲載
　　9月　4日〜18日　　「華の東京展」ジュンク堂書店池袋本店で絵の展示会
　　9月22・23日　　　ナガサワ文具店主催「文具の学校」で絵の展示
　　・9月21日　　神戸新聞掲載
　※後日続く(途中)
🔲テレビ・ラジオ・雑誌出演
🔽2017年(平成29年)
5月18日　ラジオ関西　「奈月の大発見」に生出演
6月12日　J:COMチャンネル「神戸人図鑑」　(１Week放映)
6月  　　　ゆめのため放送局　「歓びの妖精」出演
6月26日　インターネットラジオ　Radicro 出演
9月21日　インターネットラジオ　fm GIG 出演
10月21日　ひょうごラジオカレッジ　出演
11月30日　フリーマガジンfdの神戸人巡り　掲載
🔽2018年(平成30年)
9月19日　　J：COMデイリーニュース出演
10月9日　　ラジオ関西「三上公也の情報アサイチ」に生出演
※後日続く(途中)